# Comitè Científic per la Investigació a l'Antàrtida
El Comitè Científic per la Investigació a l'Antàrtida (en anglès: Scientific Committee on Antarctic Research o SCAR) és un comitè del Consell Internacional per la Ciència fundat el 1958. El Comitè s'encarrega d'iniciar, desenvolupar i coordinar la investigació científica a l'Antàrtida. Així mateix també proporciona consell científic a les reunions consultives del Tractat Antàrtic i a altres organitzacions, en aplicació de la ciència i la conservació que afecta a la gerència de l'Antàrtida i de l'oceà Antàrtic. Nombroses recomanacions que ha realitzat aquest comitè s'ha incorporat en els instruments del tractat.
Un comitè executiu escollit pels delegats és responsable de l'administració quotidiana de l'SCAR no obstant això la seva secretaria està situada a l'Institut d'Investigació Polar Scott, situat a la població britànica de Cambridge. El comitè executiu abasta al president i quatre vicepresidents. La secretaria del Comitè està formada per un Director executiu, un Oficial executiu i un ajudant administratiu.
L'any 2002 el Comitè fou guardonat amb el Premi Príncep d'Astúries de Cooperació Internacional pels treballs desenvolupats pel Comitè en la protecció de l'Antàrtida.